# 名婦列伝

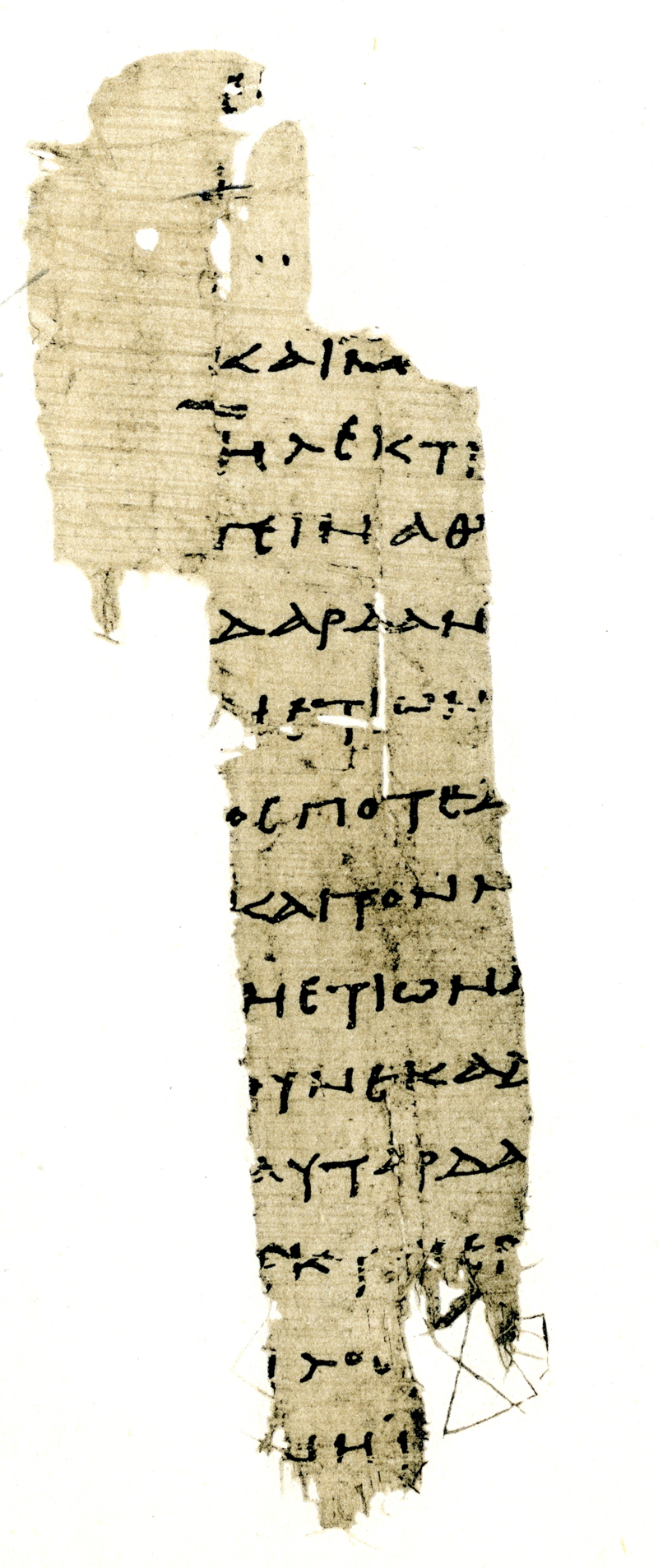
パピルス断片、第3巻か第4巻のアトランタ人エレクトラの一族の冒頭部分（Cat. fr. 177 = P.Oxy. XI 1359 fr. 2、紀元後2世紀、オクシリンカス出土）

『名婦列伝』（めいふれつでん、Catalogue of Women、古代ギリシャ語：Γυναικῶν Κατάλογος、ローマ字転写：Gunaikôn Katálogos、—または「エーホイアイ」「エオイアイ」（古代ギリシャ語：Ἠοῖαι、ローマ字転写：Ēoîai）とも呼ばれる—）は、古代にヘシオドスの作とされた断片的なギリシャ叙事詩である。
タイトルの「名婦」とはギリシャ神話におけるヒロインたちを意味しており、彼女たちの多くは、神々や人間と交わり、英雄たちを生み出した。
ホメロスの『イリアス』や『オデュッセイア』が物語性を重視したのとは対照的に、この目録はこれらの結合から生じた広範な系譜に基づいて構成されており、M.L.ウェストの評価によれば「英雄時代全体をカバーしている」とされる 。5冊からなる本作は、多くの人々を巻き込んだ一族の物語であり、『神統記』が神々の系譜に基づいてギリシャの神々の体系的な説明を提供するのと同じように、英雄的な神話の総合的な概要となっている。
現在の多くの学者は、この目録をヘシオドスの作品と考えるべきではないと考えているが、詩の真正性に関する疑問は、文学的、社会的、歴史的なトピックを研究する上での興味を減らしていない。ヘシオドス作品としての英雄たちのホメロス的世界を深く扱うこの目録は、神々の領域である『神統記』と地上の焦点を持つ『労働と日々』の間の移行を提供する。詩がヒーローに加えてヒロインに焦点を当てているため、その構成と人気の時期におけるギリシャ文学と社会における女性の役割と認識の証拠を提供している。ギリシャの貴族コミュニティ、支配層は、彼らの血統を叙事詩の英雄たちにさかのぼらせており、この目録は、「系譜的な用語におけるヘレニズム世界の地図」として、古代以降の政治的重要性を持ち続ける複雑な親族関係と階層制度に関する多くの情報を保存している 。目録の中の多くの神話は、他には全く証明されていないか、あるいはそこに記述されている形でのみ証明されており、古代からヘレニズム、ひいてはローマ時代を通じて詩人や学者たちに特別な魅力を持っている。
この詩は、ヘレニズムの文学者やローマのエジプトの読者に人気があったが、中世の写本伝統に入る前に流通から外れ、今日ではパピルスの断片や古代の著者による引用によって保存されている。それでも、「失われた」作品のほとんどに比べて、目録はかなりよく証明されており、「元の詩の三分の一から四分の一」に相当する1,300行の完全または部分的な行が生き残っている。この再構成のための証拠（その内容の要素だけでなく、目録内でのその内容の分布も）は確かに広範であるが、この証拠の断片的な性質は多くの未解決の複雑さを残し、過去世紀にわたっていくつかの学術的な誤解を引き起こしている。

## タイトルと「ē' hoiē」公式
古代の著者たちは、この詩を主に「女性たちの目録」と呼んでいたが、単に「目録」とも呼ばれていたが、それ以外の題名が付けられたこともあった。10世紀に編纂されたスーダ辞典は拡張版、「英雄的女性たちの目録」（Γυναικῶν Ἡρωϊνῶν Κατάλογος）を記載しているし、12世紀のビザンチンの詩人で文法学者のツェツェスは、この詩を「英雄的系譜」（Ἡρωϊκὴ Γενεαλογία）と呼ぶことを好んだ。しかし、最も古くて最も人気のある別のタイトルは「エオイアイ」（Ἠοῖαι）であった。これは、女性の公式な形式「ē' hoiē」（ἠ' οἵη、古代：[ɛː hǒi̯.ɛː]）、つまり「またはそのような」というフレーズに由来しており、詩の中で新しいセクションをヒロインまたはヒロインたちの紹介を通じて始めるために使われた。この異名はまた、類似のヘシオドスの作品である「メガライ・エオイアイ」または「大エオイアイ」（Μεγάλαι Ἠοῖαι）の標準的なタイトルとしても提供された。
代替タイトルとしての使用が反映しているように、ē' hoiē式は詩の最も認識可能な特徴の一つであった。もともと、顕著なヒロインたちを単にリストアップする詩のジャンルに属していた可能性があるが、「目録」では、この式が詩人に家系の途切れた枝を再開するための構造化ツールとして使用されたり、系譜を横断して新しい人物や系統にジャンプするために使用されたりした。典型的な例は、ポルタオンの娘たちの紹介で見られる。目録の断片26.5–9では以下のように記されている：
またはそのような（e' hoiai）ポルタオンによって生まれた乙女たち、
3人は女神のような、すべての美しい仕事に熟練した。
かつて、非の打ちどころのないハイペリアの女王ラオトエが
ポルタオンの花盛りの寝床に入り生んだ。
エウリュテミステとストラトニケ、そしてステロペ。
ἠ' οἷαι [κο]ῦραι Πορθάονος ἐξεγέν[οντο
τρε[ῖς, ο]ἷαί τε θεαί, περικαλλέα [ἔργ' εἰδυῖα]ι·
τ[ά]ς ποτε [Λ]αο[θό]η κρείουσ' Ὑπερηῒς ἀ[μύ]μων
γεί]νατο Παρθᾶνος [θ]α[λ]ερὸν λέχ[ος] ε[ἰσ]αναβᾶσα,
Εὐρ]υθεμίστην τε Στρατ[ο]νίκην [τ]ε Στ[ε]ρόπην τε.

## 内容
スーダによると、「女性たちの目録」は5巻で構成されていた。各巻の長さは不明だが、全詩は4000行から5000行以上に及ぶと考えられている 。内容の大部分は、主要な系譜ユニットを中心に構成されていた。アイオロスの子孫は第1巻と少なくとも第2巻の一部に、イーナコス、ペラスゴス、アトラース、ペロプスの子孫は後の巻に見られた。この構造の大まかなガイドは、アポロドロスの名のもとに伝えられたローマ時代の神話ハンドブック「ビブリオテカ」に見られるとされており、多くの系譜の詳細について「目録」を主要な情報源として使用し、詩の全体的な配置を追っているようだ。

### 第1巻
第1巻は、詩の中で最もよく証明された巻で、いくつかの広範なパピルスが古代の引用と重なっているか、または言い換えと一致している。少なくとも420節の抑揚六歩格の詩句が部分的または完全に残っている。あるパピルスには行番号が含まれており、他の情報源の重複のシステムと併せて、本の内容の多くにおおよその行番号を割り当てることができる。これらの重複の中で最も重要なものは、詩の冒頭行を含むパピルスと『神統記』との間にある。女性たちの目録は、「標準的」なヘシオドスの詩の続編としてスタイルされており、『神統記』の最後の2節が女性たちの目録第1巻の1-2行として立っている。『神統記』の終わりに、手書きの伝統によって伝えられているところでは、ゼウスがオリンポスを最後に統一し、いくつかの主要な神々を生み出した後、詩人は「女神の一族...不滅の者たちが人間の男たちと寝て、神のような子どもたちを生んだ」というトピックについて歌うためにムーサたちに呼びかける。このトピックについて約150節の後、目録の序章が、新しい、やや地上に近いトピックを紹介するために再びムーサたちに呼びかける形で現れる（Cat. fr. 1.1–5）：
今、女性たちの一族について歌え、甘い声で
オリンピアのムーサたち、アイギスを携えしゼウスの娘たちよ、
彼女たちはその当時最も優れていた[ …
そして彼女たちは帯を解き[ …
神々と交わり[ …
Νῦν δὲ γυναικῶν ⌊φῦλον ἀείσατε, ἡδυέπειαι
Μοῦσαι Ὀλυμπιάδε⌊ς, κοῦραι Διὸς αἰγιόχοιο
αἳ τότ' ἄρισται ἔσαν [
μίτρας τ' ἀλλύσαντο   ̣[
μισγόμεναι θεοῖσ[ιν
直後の行では、英雄時代の重要な特徴が描写される。最初のものは、詩の表向きの主題である神々と人間の自由な交流を可能にした。さらに英雄の状態についての重要な詳細が、目録の最も謎めいた部分の一つで次に示される。男性と女性は「同じくらい長生きではない」（ἰσαίωνες, isaiōnes、孤語）と言われているが、これが英雄同士の寿命の差を指しているのか、「今日の」人間との違いを指しているのか、あるいは英雄と神々の寿命の違いを指しているのかは不明である。その後、英雄たちの異なる運命が描写され、永遠の若さを特徴とする長い一生を送った者もいれば、神々によって早死にを運命づけられた者もいた。この時点でパピルスは損傷しており、これらの比較の完全な意味合いは不明である。次に、ムーサたちは再び呼ばれ、「ゼウスがどれだけの女性と寝て、栄光ある王たちの一族を生み[ … そしてポセイドンが[ … アレスが[ … ヘルメスが[ … [ヘ]パエストスが[ … ヘラクレスが」; ここでパピルスは終わる。

#### 最初の家族
「またはそのような…」という導入フレーズの繰り返しは、最初の「そのような…」を意味しており、この最初に扱われた女性は、デウカリオーンの妻ピュラーであったと考えられている。目録に大洪水の記述が含まれていたかどうかについては議論があるが、デウカリオンとピュラーが投げた石から生まれた人間の種族の創造は、詩に登場していたようだ。予想通り、ゼウスは女性たちの目録から最初に選ばれ、ピュラーによってヘレーンをもうけた。ピュラーはデウカリオンとの間にも、ティーア、プロトゲネイア、そして有名なパンドーラーにちなんで名付けられたパンドーラーという3人の娘をもうけた。彼女たちの母と同じく、この3人もゼウスとの間に息子たちを産み、いくつかの初期のギリシャ部族の祖となったと言われている。ティーアはマグネースとマケドンを産み、プロトゲネイアはアイトリアの祖父であるアイテリウスを産み、パンドラの息子はグラエクスだった。
しかし、最大の神話的重要性を持っていたのは、ヘレーンの家族である。ヘレーンは最終的にギリシャ全体の名祖となり、オトリュスのニンフでオトリュス山のオトリュスによってドーロス、クストス、アイオロスをもうけたらしい。ドロスはドーリア人の名祖で、彼の息子エーギミオスの息子たちデュマスとパムフュロスは、ドリア人の3つの部族のうちの2つ、デュマネスとパムフュリにそれぞれ名を与えた。第3の部族はヒュレイスと呼ばれ、ヘラクレスの息子ヒュルスにちなんで名付けられ、パムフュロスとデュマスはペロポネソスに移住した。クストスはエレクテウスの娘クレウサと結婚し、イオーンとアカイオス、そしてディオメデという名の娘の父親となった。デウカリオンの子孫の中でギリシャ部族の祖先との関係は、次の表に示されている。
| \| \| \| \| \| \| \| \| \| \| \| \| \| \| \| \| \| \| \| \| \| \| \| \| \| \| \| \| \| \| \| \| \| \| \| デウカリオーン \| デウカリオーン \| デウカリオーン \| デウカリオーン \| デウカリオーン \| デウカリオーン \| \| \| ピュラー \| ピュラー \| ピュラー \| ピュラー \| ピュラー \| ピュラー \| \| \| ゼウス[8] \| ゼウス[8] \| ゼウス[8] \| ゼウス[8] \| ゼウス[8] \| ゼウス[8] \| \| \| \| \| \| \| \| \| \| \| \| \| \| \| \| \| \| \| \| \| \| \| \| \| \| \| \| \| \| \| \| \| \| \| \| \| \| \| \| \| \| \| \| \| \| \| \| \| \| \| \| \| \| \| \| \| \| \| \| \| \| \| \| \| \| \| \| \| \| \| \| \| \| \| \| \| \| \| \| \| \| \| \| \| \| \| \| デウカリオーン \| デウカリオーン \| デウカリオーン \| デウカリオーン \| デウカリオーン \| デウカリオーン \| \| \| ピュラー \| ピュラー \| ピュラー \| ピュラー \| ピュラー \| ピュラー \| \| \| ゼウス[8] \| ゼウス[8] \| ゼウス[8] \| ゼウス[8] \| ゼウス[8] \| ゼウス[8] \| \| \| \| \| \| \| \| \| \| \| \| \| \| \| \| \| \| \| \| \| \| \| \| \| \| \| \| \| \| \| \| \| \| \| \| \| \| \| \| \| \| \| \| \| \| \| \| \| \| \| \| \| \| \| \| \| \| \| \| \| \| \| \| \| \| \| \| \| \| \| \| \| \| \| \| \| \| \| \| \| \| \| \| \| \| \| \| \| \| \| \| \| \| \| \| \| \| \| \| \| \| \| \| \| \| \| \| \| \| \| \| \| \| \| \| \| \| \| \| \| \| \| \| (stones) \| \| \| \| \| \| \| \| \| \| \| \| \| \| \| \| \| \| \| \| \| \| \| \| \| \| \| \| \| \| \| \| \| \| \| \| \| \| \| \| \| \| \| \| \| \| \| \| \| \| \| \| \| \| \| \| \| \| \| \| \| \| \| \| \| \| \| \| \| \| \| \| \| \| \| \| \| \| \| \| \| \| \| \| \| \| \| \| \| \| \| \| \| \| \| \| \| \| \| \| \| \| \| \| \| \| \| \| \| \| \| \| \| \| \| \| \| \| \| \| \| \| \| \| \| \| \| \| \| \| \| \| \| \| \| \| \| \| \| \| \| \| \| \| \| \| \| \| \| \| \| \| \| \| \| \| \| \| \| \| \| \| \| \| \| \| \| \| \| \| \| \| \| \| \| \| \| \| \| \| \| \| \| \| \| \| \| \| \| \| \| \| \| \| \| \| \| \| \| \| \| \| \| \| \| \| \| \| \| \| \| \| \| \| \| \| \| \| \| \| \| \| \| \| \| \| \| \| \| \| \| \| \| \| \| \| \| \| \| \| \| \| \| \| \| \| \| \| \| \| \| \| \| \| \| \| \| \| \| \| \| \| \| \| \| \| \| \| \| \| \| \| \| \| \| \| \| ヘレーン (ヘレーネス) \| ヘレーン (ヘレーネス) \| ヘレーン (ヘレーネス) \| ヘレーン (ヘレーネス) \| ヘレーン (ヘレーネス) \| ヘレーン (ヘレーネス) \| \| \| \| \| \| \| \| \| \| \| \| \| \| \| \| \| ティーア \| ティーア \| ティーア \| ティーア \| ティーア \| ティーア \| \| \| \| \| \| \| パンドラ \| パンドラ \| パンドラ \| パンドラ \| パンドラ \| パンドラ \| \| \| Protogeneia \| Protogeneia \| Protogeneia \| Protogeneia \| Protogeneia \| Protogeneia \| \| \| レレゲス人（英語版） \| レレゲス人（英語版） \| レレゲス人（英語版） \| レレゲス人（英語版） \| レレゲス人（英語版） \| レレゲス人（英語版） \| \| \| \| \| \| \| \| \| \| \| \| \| \| \| \| \| \| \| \| \| \| \| \| \| \| \| \| \| \| \| \| \| \| \| \| \| \| \| \| \| \| \| \| \| \| \| \| \| \| \| \| \| \| ヘレーン (ヘレーネス) \| ヘレーン (ヘレーネス) \| ヘレーン (ヘレーネス) \| ヘレーン (ヘレーネス) \| ヘレーン (ヘレーネス) \| ヘレーン (ヘレーネス) \| \| \| \| \| \| \| \| \| \| \| \| \| \| \| \| \| ティーア \| ティーア \| ティーア \| ティーア \| ティーア \| ティーア \| \| \| \| \| \| \| パンドラ \| パンドラ \| パンドラ \| パンドラ \| パンドラ \| パンドラ \| \| \| Protogeneia \| Protogeneia \| Protogeneia \| Protogeneia \| Protogeneia \| Protogeneia \| \| \| レレゲス人（英語版） \| レレゲス人（英語版） \| レレゲス人（英語版） \| レレゲス人（英語版） \| レレゲス人（英語版） \| レレゲス人（英語版） \| \| \| \| \| \| \| \| \| \| \| \| \| \| \| \| \| \| \| \| \| \| \| \| \| \| \| \| \| \| \| \| \| \| \| \| \| \| \| \| \| \| \| \| \| \| \| \| \| \| \| \| \| \| \| \| \| \| \| \| \| \| \| \| \| \| \| \| \| \| \| \| \| \| \| \| \| \| \| \| \| \| \| \| \| \| \| \| \| \| \| \| \| \| \| \| \| \| \| \| \| \| \| \| \| \| \| \| \| \| \| \| \| \| \| \| \| \| \| \| \| \| \| \| \| \| \| \| \| \| \| \| \| \| \| \| \| \| \| \| \| \| \| \| \| \| \| ドーロス (ドーリア人) \| ドーロス (ドーリア人) \| ドーロス (ドーリア人) \| ドーロス (ドーリア人) \| ドーロス (ドーリア人) \| ドーロス (ドーリア人) \| \| \| \| \| \| \| \| \| \| \| Xuthus \| Xuthus \| Xuthus \| Xuthus \| Xuthus \| Xuthus \| \| \| \| \| Aeolus (アイオリス人) \| Aeolus (アイオリス人) \| Aeolus (アイオリス人) \| Aeolus (アイオリス人) \| Aeolus (アイオリス人) \| Aeolus (アイオリス人) \| \| \| マグネース (マグネテス人（英語版）) \| マグネース (マグネテス人（英語版）) \| マグネース (マグネテス人（英語版）) \| マグネース (マグネテス人（英語版）) \| マグネース (マグネテス人（英語版）) \| マグネース (マグネテス人（英語版）) \| \| \| マケドーン (古代マケドニア人（ギリシア語版、マケドニア語版、ブルガリア語版、英語版） ) \| マケドーン (古代マケドニア人（ギリシア語版、マケドニア語版、ブルガリア語版、英語版） ) \| マケドーン (古代マケドニア人（ギリシア語版、マケドニア語版、ブルガリア語版、英語版） ) \| マケドーン (古代マケドニア人（ギリシア語版、マケドニア語版、ブルガリア語版、英語版） ) \| マケドーン (古代マケドニア人（ギリシア語版、マケドニア語版、ブルガリア語版、英語版） ) \| マケドーン (古代マケドニア人（ギリシア語版、マケドニア語版、ブルガリア語版、英語版） ) \| \| \| グラエクス (graeci) \| グラエクス (graeci) \| グラエクス (graeci) \| グラエクス (graeci) \| グラエクス (graeci) \| グラエクス (graeci) \| \| \| Aethlius \| Aethlius \| Aethlius \| Aethlius \| Aethlius \| Aethlius \| \| \| \| \| \| \| \| \| \| \| \| \| \| \| \| \| \| \| \| \| \| \| \| \| \| \| \| \| \| \| \| \| \| \| \| \| \| \| \| \| \| \| \| \| \| ドーロス (ドーリア人) \| ドーロス (ドーリア人) \| ドーロス (ドーリア人) \| ドーロス (ドーリア人) \| ドーロス (ドーリア人) \| ドーロス (ドーリア人) \| \| \| \| \| \| \| \| \| \| \| Xuthus \| Xuthus \| Xuthus \| Xuthus \| Xuthus \| Xuthus \| \| \| \| \| Aeolus (アイオリス人) \| Aeolus (アイオリス人) \| Aeolus (アイオリス人) \| Aeolus (アイオリス人) \| Aeolus (アイオリス人) \| Aeolus (アイオリス人) \| \| \| マグネース (マグネテス人（英語版）) \| マグネース (マグネテス人（英語版）) \| マグネース (マグネテス人（英語版）) \| マグネース (マグネテス人（英語版）) \| マグネース (マグネテス人（英語版）) \| マグネース (マグネテス人（英語版）) \| \| \| マケドーン (古代マケドニア人（ギリシア語版、マケドニア語版、ブルガリア語版、英語版） ) \| マケドーン (古代マケドニア人（ギリシア語版、マケドニア語版、ブルガリア語版、英語版） ) \| マケドーン (古代マケドニア人（ギリシア語版、マケドニア語版、ブルガリア語版、英語版） ) \| マケドーン (古代マケドニア人（ギリシア語版、マケドニア語版、ブルガリア語版、英語版） ) \| マケドーン (古代マケドニア人（ギリシア語版、マケドニア語版、ブルガリア語版、英語版） ) \| マケドーン (古代マケドニア人（ギリシア語版、マケドニア語版、ブルガリア語版、英語版） ) \| \| \| グラエクス (graeci) \| グラエクス (graeci) \| グラエクス (graeci) \| グラエクス (graeci) \| グラエクス (graeci) \| グラエクス (graeci) \| \| \| Aethlius \| Aethlius \| Aethlius \| Aethlius \| Aethlius \| Aethlius \| \| \| \| \| \| \| \| \| \| \| \| \| \| \| \| \| \| \| \| \| \| \| \| \| \| \| \| \| \| \| \| \| \| \| \| \| \| \| \| \| \| \| \| \| \| \| \| \| \| \| \| \| \| \| \| \| \| \| \| \| \| \| \| \| \| \| \| \| \| \| \| \| \| \| \| \| \| \| \| \| \| \| \| \| \| \| \| \| \| \| \| \| \| \| \| \| \| \| \| \| \| \| \| \| \| \| \| \| \| \| \| \| \| \| \| \| \| \| \| \| \| \| \| \| \| \| \| \| \| \| \| \| \| \| \| \| \| \| \| \| \| \| \| \| \| \| \| \| \| \| \| \| \| \| Aegimius \| Aegimius \| Aegimius \| Aegimius \| Aegimius \| Aegimius \| \| \| \| \| \| \| Achaeus (アカイア人) \| Achaeus (アカイア人) \| Achaeus (アカイア人) \| Achaeus (アカイア人) \| Achaeus (アカイア人) \| Achaeus (アカイア人) \| \| \| イオーン (イオニア人) \| イオーン (イオニア人) \| イオーン (イオニア人) \| イオーン (イオニア人) \| イオーン (イオニア人) \| イオーン (イオニア人) \| \| \| \| \| \| \| \| \| \| \| \| \| \| \| \| \| \| \| \| \| \| \| \| \| \| \| \| \| \| \| \| \| Endymion \| Endymion \| Endymion \| Endymion \| Endymion \| Endymion \| \| \| \| \| \| \| \| \| \| \| \| \| \| \| \| \| \| \| \| \| \| \| \| \| \| \| \| \| \| \| \| \| \| \| \| \| \| \| \| \| \| \| \| \| \| Aegimius \| Aegimius \| Aegimius \| Aegimius \| Aegimius \| Aegimius \| \| \| \| \| \| \| Achaeus (アカイア人) \| Achaeus (アカイア人) \| Achaeus (アカイア人) \| Achaeus (アカイア人) \| Achaeus (アカイア人) \| Achaeus (アカイア人) \| \| \| イオーン (イオニア人) \| イオーン (イオニア人) \| イオーン (イオニア人) \| イオーン (イオニア人) \| イオーン (イオニア人) \| イオーン (イオニア人) \| \| \| \| \| \| \| \| \| \| \| \| \| \| \| \| \| \| \| \| \| \| \| \| \| \| \| \| \| \| \| \| \| Endymion \| Endymion \| Endymion \| Endymion \| Endymion \| Endymion \| \| \| \| \| \| \| \| \| \| \| \| \| \| \| \| \| \| \| \| \| \| \| \| \| \| \| \| \| \| \| \| \| \| \| \| \| \| \| \| \| \| \| \| \| \| \| \| \| \| \| \| \| \| \| \| \| \| \| \| \| \| \| \| \| \| \| \| \| \| \| \| \| \| \| \| \| \| \| \| \| \| \| \| \| \| \| \| \| \| \| \| \| \| \| \| \| \| \| \| \| \| \| \| \| \| \| \| \| \| \| \| \| \| \| \| \| \| \| \| \| \| \| \| \| \| \| \| \| \| \| \| \| \| \| \| \| \| \| \| \| \| \| \| \| \| \| \| \| \| \| デュマース (dymanes) \| デュマース (dymanes) \| デュマース (dymanes) \| デュマース (dymanes) \| デュマース (dymanes) \| デュマース (dymanes) \| \| \| パンフィルス（英語版） (pamphyli) \| パンフィルス（英語版） (pamphyli) \| パンフィルス（英語版） (pamphyli) \| パンフィルス（英語版） (pamphyli) \| パンフィルス（英語版） (pamphyli) \| パンフィルス（英語版） (pamphyli) \| \| \| \| \| \| \| \| \| \| \| \| \| \| \| \| \| \| \| \| \| \| \| \| \| \| \| \| \| \| \| \| \| \| \| \| \| \| \| \| \| \| \| \| \| \| \| \| \| アイトーロス (アイトーリア) \| アイトーロス (アイトーリア) \| アイトーロス (アイトーリア) \| アイトーロス (アイトーリア) \| アイトーロス (アイトーリア) \| アイトーロス (アイトーリア) \| \| \| \| \| \| \| \| \| \| \| \| \| \| \| \| \| \| \| \| \| \| \| \| \| \| \| \| \| \| \| \| \| \| \| \| \| \| \| \| \| |                      |                      |                      |                       |                       |                       |                       |                         |                         |                         |                         |                         |                         |  |  |                      |                      |                      |                      |                       |                       |                       |                       |                       |                       |                       |                       |                       |                       |                       |                       |                       |                       |                       |                       |                |                |                           |                           |                           |                           |                           |                           |          |          |                                |                                |                                |                                |                                |                                |        |        |                     |                     |                     |                     |                     |                     |  |  |                             |                             |                             |                             |                             |                             |  |  |            |            |            |            |            |            |  |  |  |  |  |  |  |  |  |  |  |  |  |  |  |  |  |  |  |  |  |  |  |  |  |  |  |  |  |  |  |  |
| The genealogical relation between Greek tribes within the family of Deucalion in the Catalogue |                      |                      |                      |                       |                       |                       |                       |                         |                         |                         |                         |                         |                         |  |  |                      |                      |                      |                      |                       |                       |                       |                       |                       |                       |                       |                       |                       |                       |                       |                       |                       |                       |                       |                       |                |                |                           |                           |                           |                           |                           |                           |          |          |                                |                                |                                |                                |                                |                                |        |        |                     |                     |                     |                     |                     |                     |  |  |                             |                             |                             |                             |                             |                             |  |  |            |            |            |            |            |            |  |  |  |  |  |  |  |  |  |  |  |  |  |  |  |  |  |  |  |  |  |  |  |  |  |  |  |  |  |  |  |  |
| |                      |                      |                      |                       |                       |                       |                       |                         |                         |                         |                         |                         |                         |  |  |                      |                      |                      |                      |                       |                       |                       |                       |                       |                       |                       |                       |                       |                       |                       |                       |                       |                       | デウカリオーン        | デウカリオーン        | デウカリオーン | デウカリオーン | デウカリオーン            | デウカリオーン            |                           |                           | ピュラー                  | ピュラー                  | ピュラー | ピュラー | ピュラー                       | ピュラー                       |                                |                                | ゼウス                         | ゼウス                         | ゼウス | ゼウス | ゼウス              | ゼウス              |                     |                     |                     |                     |  |  |                             |                             |                             |                             |                             |                             |  |  |            |            |            |            |            |            |  |  |  |  |  |  |  |  |  |  |  |  |  |  |  |  |  |  |  |  |  |  |  |  |  |  |  |  |  |  |  |  |
| |                      |                      |                      |                       |                       |                       |                       |                         |                         |                         |                         |                         |                         |  |  |                      |                      |                      |                      |                       |                       |                       |                       |                       |                       |                       |                       |                       |                       |                       |                       |                       |                       | デウカリオーン        | デウカリオーン        | デウカリオーン | デウカリオーン | デウカリオーン            | デウカリオーン            |                           |                           | ピュラー                  | ピュラー                  | ピュラー | ピュラー | ピュラー                       | ピュラー                       |                                |                                | ゼウス                         | ゼウス                         | ゼウス | ゼウス | ゼウス              | ゼウス              |                     |                     |                     |                     |  |  |                             |                             |                             |                             |                             |                             |  |  |            |            |            |            |            |            |  |  |  |  |  |  |  |  |  |  |  |  |  |  |  |  |  |  |  |  |  |  |  |  |  |  |  |  |  |  |  |  |
| |                      |                      |                      |                       |                       |                       |                       |                         |                         |                         |                         |                         |                         |  |  |                      |                      |                      |                      |                       |                       |                       |                       |                       |                       |                       |                       |                       |                       |                       |                       |                       |                       |                       |                       |                |                |                           |                           |                           |                           |                           |                           |          |          |                                |                                |                                |                                |                                |                                |        |        |                     |                     |                     |                     |                     |                     |  |  |                             |                             |                             |                             |                             |                             |  |  | (stones)   |            |            |            |            |            |  |  |  |  |  |  |  |  |  |  |  |  |  |  |  |  |  |  |  |  |  |  |  |  |  |  |  |  |  |  |  |  |
| |                      |                      |                      |                       |                       |                       |                       |                         |                         |                         |                         |                         |                         |  |  |                      |                      |                      |                      |                       |                       |                       |                       |                       |                       |                       |                       |                       |                       |                       |                       |                       |                       |                       |                       |                |                |                           |                           |                           |                           |                           |                           |          |          |                                |                                |                                |                                |                                |                                |        |        |                     |                     |                     |                     |                     |                     |  |  |                             |                             |                             |                             |                             |                             |  |  |            |            |            |            |            |            |  |  |  |  |  |  |  |  |  |  |  |  |  |  |  |  |  |  |  |  |  |  |  |  |  |  |  |  |  |  |  |  |
| |                      |                      |                      |                       |                       |                       |                       |                         |                         |                         |                         |                         |                         |  |  |                      |                      |                      |                      |                       |                       |                       |                       |                       |                       |                       |                       |                       |                       |                       |                       |                       |                       |                       |                       |                |                |                           |                           |                           |                           |                           |                           |          |          |                                |                                |                                |                                |                                |                                |        |        |                     |                     |                     |                     |                     |                     |  |  |                             |                             |                             |                             |                             |                             |  |  |            |            |            |            |            |            |  |  |  |  |  |  |  |  |  |  |  |  |  |  |  |  |  |  |  |  |  |  |  |  |  |  |  |  |  |  |  |  |
| |                      |                      |                      |                       |                       |                       |                       |                         |                         |                         |                         |                         |                         |  |  |                      |                      |                      |                      | ヘレーン (ヘレーネス) | ヘレーン (ヘレーネス) | ヘレーン (ヘレーネス) | ヘレーン (ヘレーネス) | ヘレーン (ヘレーネス) | ヘレーン (ヘレーネス) |                       |                       |                       |                       |                       |                       |                       |                       |                       |                       |                |                |                           |                           |                           |                           | ティーア                  | ティーア                  | ティーア | ティーア | ティーア                       | ティーア                       |                                |                                |                                |                                |        |        | パンドラ            | パンドラ            | パンドラ            | パンドラ            | パンドラ            | パンドラ            |  |  | Protogeneia                 | Protogeneia                 | Protogeneia                 | Protogeneia                 | Protogeneia                 | Protogeneia                 |  |  | レレゲス人 | レレゲス人 | レレゲス人 | レレゲス人 | レレゲス人 | レレゲス人 |  |  |  |  |  |  |  |  |  |  |  |  |  |  |  |  |  |  |  |  |  |  |  |  |  |  |  |  |  |  |  |  |
| |                      |                      |                      |                       |                       |                       |                       |                         |                         |                         |                         |                         |                         |  |  |                      |                      |                      |                      | ヘレーン (ヘレーネス) | ヘレーン (ヘレーネス) | ヘレーン (ヘレーネス) | ヘレーン (ヘレーネス) | ヘレーン (ヘレーネス) | ヘレーン (ヘレーネス) |                       |                       |                       |                       |                       |                       |                       |                       |                       |                       |                |                |                           |                           |                           |                           | ティーア                  | ティーア                  | ティーア | ティーア | ティーア                       | ティーア                       |                                |                                |                                |                                |        |        | パンドラ            | パンドラ            | パンドラ            | パンドラ            | パンドラ            | パンドラ            |  |  | Protogeneia                 | Protogeneia                 | Protogeneia                 | Protogeneia                 | Protogeneia                 | Protogeneia                 |  |  | レレゲス人 | レレゲス人 | レレゲス人 | レレゲス人 | レレゲス人 | レレゲス人 |  |  |  |  |  |  |  |  |  |  |  |  |  |  |  |  |  |  |  |  |  |  |  |  |  |  |  |  |  |  |  |  |
| |                      |                      |                      |                       |                       |                       |                       |                         |                         |                         |                         |                         |                         |  |  |                      |                      |                      |                      |                       |                       |                       |                       |                       |                       |                       |                       |                       |                       |                       |                       |                       |                       |                       |                       |                |                |                           |                           |                           |                           |                           |                           |          |          |                                |                                |                                |                                |                                |                                |        |        |                     |                     |                     |                     |                     |                     |  |  |                             |                             |                             |                             |                             |                             |  |  |            |            |            |            |            |            |  |  |  |  |  |  |  |  |  |  |  |  |  |  |  |  |  |  |  |  |  |  |  |  |  |  |  |  |  |  |  |  |
| |                      |                      |                      | ドーロス (ドーリア人) | ドーロス (ドーリア人) | ドーロス (ドーリア人) | ドーロス (ドーリア人) | ドーロス (ドーリア人)   | ドーロス (ドーリア人)   |                         |                         |                         |                         |  |  |                      |                      |                      |                      | Xuthus                | Xuthus                | Xuthus                | Xuthus                | Xuthus                | Xuthus                |                       |                       |                       |                       | Aeolus (アイオリス人) | Aeolus (アイオリス人) | Aeolus (アイオリス人) | Aeolus (アイオリス人) | Aeolus (アイオリス人) | Aeolus (アイオリス人) |                |                | マグネース (マグネテス人) | マグネース (マグネテス人) | マグネース (マグネテス人) | マグネース (マグネテス人) | マグネース (マグネテス人) | マグネース (マグネテス人) |          |          | マケドーン (古代マケドニア人 ) | マケドーン (古代マケドニア人 ) | マケドーン (古代マケドニア人 ) | マケドーン (古代マケドニア人 ) | マケドーン (古代マケドニア人 ) | マケドーン (古代マケドニア人 ) |        |        | グラエクス (graeci) | グラエクス (graeci) | グラエクス (graeci) | グラエクス (graeci) | グラエクス (graeci) | グラエクス (graeci) |  |  | Aethlius                    | Aethlius                    | Aethlius                    | Aethlius                    | Aethlius                    | Aethlius                    |  |  |            |            |            |            |            |            |  |  |  |  |  |  |  |  |  |  |  |  |  |  |  |  |  |  |  |  |  |  |  |  |  |  |  |  |  |  |  |  |
| |                      |                      |                      | ドーロス (ドーリア人) | ドーロス (ドーリア人) | ドーロス (ドーリア人) | ドーロス (ドーリア人) | ドーロス (ドーリア人)   | ドーロス (ドーリア人)   |                         |                         |                         |                         |  |  |                      |                      |                      |                      | Xuthus                | Xuthus                | Xuthus                | Xuthus                | Xuthus                | Xuthus                |                       |                       |                       |                       | Aeolus (アイオリス人) | Aeolus (アイオリス人) | Aeolus (アイオリス人) | Aeolus (アイオリス人) | Aeolus (アイオリス人) | Aeolus (アイオリス人) |                |                | マグネース (マグネテス人) | マグネース (マグネテス人) | マグネース (マグネテス人) | マグネース (マグネテス人) | マグネース (マグネテス人) | マグネース (マグネテス人) |          |          | マケドーン (古代マケドニア人 ) | マケドーン (古代マケドニア人 ) | マケドーン (古代マケドニア人 ) | マケドーン (古代マケドニア人 ) | マケドーン (古代マケドニア人 ) | マケドーン (古代マケドニア人 ) |        |        | グラエクス (graeci) | グラエクス (graeci) | グラエクス (graeci) | グラエクス (graeci) | グラエクス (graeci) | グラエクス (graeci) |  |  | Aethlius                    | Aethlius                    | Aethlius                    | Aethlius                    | Aethlius                    | Aethlius                    |  |  |            |            |            |            |            |            |  |  |  |  |  |  |  |  |  |  |  |  |  |  |  |  |  |  |  |  |  |  |  |  |  |  |  |  |  |  |  |  |
| |                      |                      |                      |                       |                       |                       |                       |                         |                         |                         |                         |                         |                         |  |  |                      |                      |                      |                      |                       |                       |                       |                       |                       |                       |                       |                       |                       |                       |                       |                       |                       |                       |                       |                       |                |                |                           |                           |                           |                           |                           |                           |          |          |                                |                                |                                |                                |                                |                                |        |        |                     |                     |                     |                     |                     |                     |  |  |                             |                             |                             |                             |                             |                             |  |  |            |            |            |            |            |            |  |  |  |  |  |  |  |  |  |  |  |  |  |  |  |  |  |  |  |  |  |  |  |  |  |  |  |  |  |  |  |  |
| |                      |                      |                      | Aegimius              | Aegimius              | Aegimius              | Aegimius              | Aegimius                | Aegimius                |                         |                         |                         |                         |  |  | Achaeus (アカイア人) | Achaeus (アカイア人) | Achaeus (アカイア人) | Achaeus (アカイア人) | Achaeus (アカイア人)  | Achaeus (アカイア人)  |                       |                       | イオーン (イオニア人) | イオーン (イオニア人) | イオーン (イオニア人) | イオーン (イオニア人) | イオーン (イオニア人) | イオーン (イオニア人) |                       |                       |                       |                       |                       |                       |                |                |                           |                           |                           |                           |                           |                           |          |          |                                |                                |                                |                                |                                |                                |        |        |                     |                     |                     |                     |                     |                     |  |  | Endymion                    | Endymion                    | Endymion                    | Endymion                    | Endymion                    | Endymion                    |  |  |            |            |            |            |            |            |  |  |  |  |  |  |  |  |  |  |  |  |  |  |  |  |  |  |  |  |  |  |  |  |  |  |  |  |  |  |  |  |
| |                      |                      |                      | Aegimius              | Aegimius              | Aegimius              | Aegimius              | Aegimius                | Aegimius                |                         |                         |                         |                         |  |  | Achaeus (アカイア人) | Achaeus (アカイア人) | Achaeus (アカイア人) | Achaeus (アカイア人) | Achaeus (アカイア人)  | Achaeus (アカイア人)  |                       |                       | イオーン (イオニア人) | イオーン (イオニア人) | イオーン (イオニア人) | イオーン (イオニア人) | イオーン (イオニア人) | イオーン (イオニア人) |                       |                       |                       |                       |                       |                       |                |                |                           |                           |                           |                           |                           |                           |          |          |                                |                                |                                |                                |                                |                                |        |        |                     |                     |                     |                     |                     |                     |  |  | Endymion                    | Endymion                    | Endymion                    | Endymion                    | Endymion                    | Endymion                    |  |  |            |            |            |            |            |            |  |  |  |  |  |  |  |  |  |  |  |  |  |  |  |  |  |  |  |  |  |  |  |  |  |  |  |  |  |  |  |  |
| |                      |                      |                      |                       |                       |                       |                       |                         |                         |                         |                         |                         |                         |  |  |                      |                      |                      |                      |                       |                       |                       |                       |                       |                       |                       |                       |                       |                       |                       |                       |                       |                       |                       |                       |                |                |                           |                           |                           |                           |                           |                           |          |          |                                |                                |                                |                                |                                |                                |        |        |                     |                     |                     |                     |                     |                     |  |  |                             |                             |                             |                             |                             |                             |  |  |            |            |            |            |            |            |  |  |  |  |  |  |  |  |  |  |  |  |  |  |  |  |  |  |  |  |  |  |  |  |  |  |  |  |  |  |  |  |
| デュマース (dymanes) | デュマース (dymanes) | デュマース (dymanes) | デュマース (dymanes) | デュマース (dymanes)  | デュマース (dymanes)  |                       |                       | パンフィルス (pamphyli) | パンフィルス (pamphyli) | パンフィルス (pamphyli) | パンフィルス (pamphyli) | パンフィルス (pamphyli) | パンフィルス (pamphyli) |  |  |                      |                      |                      |                      |                       |                       |                       |                       |                       |                       |                       |                       |                       |                       |                       |                       |                       |                       |                       |                       |                |                |                           |                           |                           |                           |                           |                           |          |          |                                |                                |                                |                                |                                |                                |        |        |                     |                     |                     |                     |                     |                     |  |  | アイトーロス (アイトーリア) | アイトーロス (アイトーリア) | アイトーロス (アイトーリア) | アイトーロス (アイトーリア) | アイトーロス (アイトーリア) | アイトーロス (アイトーリア) |  |  |            |            |            |            |            |            |  |  |  |  |  |  |  |  |  |  |  |  |  |  |  |  |  |  |  |  |  |  |  |  |  |  |  |  |  |  |  |  |

おそらく最も大きな統一された系統図として扱われたエオロスとアエナレテの5人の娘と7人の息子の子孫の記述は、第1巻の200行目より前から第2巻にかけての部分に及んでいた。カタログに確実に登場する息子たちはクレテウス、アタマス、シーシュポス、サルモーネウス、デイオーン（またはデイオネウス）、ペリエレースである。7番目の息子の名前は欠落部分によって不明瞭であるが、ミニュアース、ロクロス、またはマグネス（ダナエー・ペルセウス神話のディクテュスとポリデクテスの父で、マグネテスの名祖とは別人）と暫定的に特定されている。エオロスの娘たちの身元に関する類似の疑問はなく、彼女たちはペイシディケ、アルキュオネ、カリュケ、カナケ、ペリメデであった。娘たちの家族が最初に扱われ、第1巻の中盤、400行以上が彼女たちの子孫たちの記述に捧げられた。エオロスの広範な家族は、息子たちと娘たちを通じて、ホメロスの詩にはほとんど見られない幻想的な物語や民俗要素によって特徴づけられている。これは、運命に翻弄された、傲慢なケイクスとアルキュオネの愛から始まり、彼らが互いに「ゼウス」と「ヘラ」と呼び合い、罰としてカワセミに変えられたところ（frr. 10a.83–98, 10d OCT, 15）である。
ペイシディケとカナケのテッサリアの家族を扱った後、詩人はカリュケとペリメデの、アイトーリアとエーリスの複雑に絡み合った系統に移る。ペリメデは以前の本で河の神アケローオスとの間に2人の息子を産み、そのうちの1人はオイネウスの祖父ヒッポダマスであった 。カリュケはアイトリウスにエンデュミオンを産み、彼の息子アイトーロスはアイトリアの名祖であり、デモドケとポルタオンの通じて後のアイトリアとエリアンの系譜がたどられる大祖父である。これらの家族の中には双子の兄弟であるユーリュトスとクテアトスが登場しており、彼らの風貌は2つの頭、4つの腕、4本の足という結合双生児として描かれてエイル。しかし、叙事詩伝統にとって最も重要なのは、デモドケの息子テスティウスとポルタオンの娘エウリュテミステの結婚であり、これによってレダ、アルタイア、ヒュペルメストラという娘たちが生まれ、彼女たちはfr. 23a.3–5で一群のエオイアイで紹介される。
レダとテュンダレオスの結婚はクリュタイムネストラ、ティマンドラ、フィロノエの誕生に続く。後者のフィロノエはアルテミスによって不死にされた。クリュタイムネストラとアガメムノンには2人の娘、エレクトラとイフィメデがいた。イフィメデは、詩の中で後により有名になったイフィゲニアとして知られる女性の名前である。彼女がアルテミスに犠牲にされなければならないと予言されていたが、ギリシャの艦隊がトロイに向けて出航する前に、目録版の出来事では女神が彼女をエイドロンに置き換え、イフィメデを「アルテミス・エノディア」として不死にした。次に、オレステスの誕生と母親殺しの報告があり、これは彼がクリュタイムネストラを殺害した最古の現存する記録であり、イフィメデ/イフィゲニアの計画された犠牲は目録で初めて見られる。ティマンドラのエケムスとの結婚が続き、その後、レダがゼウスによってディオスクーロイを産むいくつかの損傷した行に続く。ヘレンの誕生がここで報告されたかどうかは不明で、証言によって彼女の出生は不確かである。アルタイアはアレスと寝てメレアグロスを産み、彼の英雄的な資質とカリュドーンの猪狩りの後続であるクレタエスとの紛争中にアポロンの手によって死んだことが述べられる。アルタイアとオイネウスの子供たちの中で、デイアネイラはヘラクレスの死と神格化における役割で際立っている。詩人は次にポルタオニダイに（上述の通り）注意を向け、ステロペとアケロオスの娘たちであるセイレーンをもって女性エオリダイの記述を締めくくる。
サルモーネウスの娘テューローのエオイアイは、男性エオリダイの家族への移行を提供している。エリスの王だったサルモーネウスは自らをゼウスとして崇拝させ、戦車で銅の大釜を引きずって雷鳴と稲妻を模倣し、空中にたいまつを投げて神の雷を真似た。サルモーネウスは臣民ごと本物のゼウスによって滅ぼされたが、不敬な父と対立していたテュロだけは助けられ、テッサリアの叔父クレテウスに引き取られた。そこで彼女は河の神エニペウスに恋をしたが、ポセイドンはテュロに自分の計画を持ち、川の姿を借りて彼女と寝てネレウスとペリアスを生んだ。兄弟は仲が悪く、ゼウスは彼らに異なる領域を支配させた。ペリアスはイオルコスを受け取り、ネレウスにはペロポネソス西部のピュロスが与えられた。ネレウスの家が中心になる。ヘラクレスはピュロスを襲い、ゲレニアの別のメッセニアの都市にいたネストールを除くネレイダイ人男性をすべて殺した。ネレウスの息子ペリクリュメノスは、ポセイドンから変身する能力を与えられており、ピュロスの唯一の防波堤であったが、カタログの詩人は彼に短いアリステイアを与え、それはアテナがヘラクレスの戦車の上の蜂が実際にはピュロスの防衛者であることを指摘したときに終わった。ネストールの結婚と家族の記述に続いて、ネレウスの娘ペロのための競争が語られた。父は、フィラケからイフィクレスの牛を奪う者に彼女の手を与えると言ったが、これはビアースが兄メランプスの助けを借りて成し遂げた。詩人は次にペリアスの家族に目を向け、第1巻の最後の割り当て可能なパピルスの断片が途切れる。テュロがクレテウスとの間に持った子供たち、アイソーン、ペレース、アミュタオーンが続いた可能性が高いし、クレテウスの兄弟アタマースの家族を少なくとも始める余地があったかもしれない。
ボイオティア王タマースはの家族関係は複雑だがその詳細のいくつかはカタログで重要な役割を果たした。まず彼はネペレとの間にプリクソスとヘレーをもうけた。ネペレは彼らの継母イーノーの策略から逃れるために彼らに黄金の羊を与え、これがのちにイアーソーン率いるアルゴナウタイの冒険の発端となった。アタマースは神々によって狂わされ、おそらく若いディオニュソスを家にかくまったため、イーノーとの間にもうけた息子レアルコスを殺害し、イーノー自身は彼らの息子メリケルテスとともに海に飛び込んで海の女神レウコテアになった。イノと結婚する前のある時点で、アタマースはテミストによってレウコーンとスコイネウスをもうけ、レウコーンの娘たちペイシディケ、エウィッペ、ヒュペリッペはカタログで広範囲に扱われた。

### 第二巻
現存する断片の中で、第1巻と第2巻の間の区切りがどこにあるのかは不確かだが、少なくともいくつかのエオリダイの家族は第2巻で扱われていた。ペリエレース、デイオーン、シーシュポスの家族（この順番で）がおそらく第2巻にあったと考えられる。なぜなら、ネレウスとペリアスの子供たちの後で、彼らをグループとして収容するのに第1巻に十分な余地がないように見えるからだ。かつては、アタランテのエオイアイが第2巻を開いたと考えられていたが、最近公開された証拠によりこの見解に疑問が投げかけられている（以下の第3巻を参照）。
ペリエレースの家族はメッセネを中心に展開していた。彼の息子レウキッポスにはいくつかの娘がいたが、アルシノエは広範囲にわたって取り上げられた。彼女はアポロンにアスクレーピオスを産み、ゼウスに殺された。アポロンは怒ってキュクロープスを殺し、ゼウスは彼をタルタロスに投げ込もうとしたところ、レートが仲裁してアドメートスの労働者としてアポロンに仕えさせた。アスクレーピオス事件の直後には、デイオーンの娘アステロデイアのエオイアイが続く。彼女はフォーコスにクリュサスとパノペウスを産んだ。兄弟は仲が悪く、子宮の中でさえも喧嘩していた。デイオーンのもう一人の娘フィロニスは、アポロンにフィラモンを、ヘルメスにアウトリュコスを産んだ。フィラモンはタムリスを生み、オデュッセウスの祖父であるアウトリュコスは、彼の略奪品の姿を変えて発見を避けることができる名人級の盗賊だった。アウトリュコスの娘ポリュメレは、イアソンの母親で、エリュシクトーンの娘メストラのエオイアイの直前に生まれたと思われる。
メストラの話は、カタログの中でも最も保存状態が良く、最も研究された部分の一つである。彼女は自由意志で形を変える能力を持っており、食欲を抑えられない飢えに呪われた父エリュシクトーンが、彼女を利用して利益を得た。彼はメストラを結婚させて花嫁代を得るが、娘は何らかの異なる形で家に戻った。この策略の最も顕著な犠牲者はシーシュポスで、彼の特徴的な機知にもかかわらず、義理の娘を保持することは決してできなかった。シーシュポスとエリュシクトーンの間には、人間では解決できない争いが生じ、別の権威に委ねられた。この時点でテキストは損傷しており、仲裁者の身元も、下された判決の性質も議論の対象となっている。この判決がメストラを巡る争いをどのように解決するのかは不明だが、最終的にシーシュポスは敗れ、メストラはグラウコスに子供を産まない。代わりにポセイドンは彼女をコス島に連れ去り、そこで彼女は神にエウリュピュロスを産んだ。エウリュピュロスの子孫が島を支配し、ヘラクレスがその大冒険の簡単な言及として島を襲撃した。トロイのためのラオメドーンの馬を攻撃した帰りに、彼はコスを襲撃し、その後ギガントマキアに参加した。
メストラのエオイアイは、彼女がアテネに戻って父親の世話をすることで終わるが、詩人の注意はシーシュポスに留まり、彼と彼の息子は直後に続くエウリュノメのエオイアイの男性の主題である。彼女は賢く美しく、アテナによって女性の芸術を教えられた。シーシュポスは彼女の牛をだまし取ろうとしたが、ゼウスが介入した。彼は目的を達成することはできなかったが、シーシュポスはメストラとは異なり、グラウコスとの結婚を成し遂げた。しかし、神々が再び邪魔をし、彼女はポセイドンとの間にベレロポーンを産み、ポセイドンは彼の息子にキマイラを倒すための有翼馬ペガサスを与えた。『イリアス』では、この任務はプロイトスの義理の父イオバテスの命令として提示されていたが、カタログではそれに続いてリュキア王の娘とベレロポーンの結婚がすぐに語られる。

#### イーナコスの子孫
『ビブリオテカ』では、イーナコスの子孫がデウカリオンの後に続いており、カタログも同じ順序に従っていたようで、イーナコスの孫であるニオベのエオイアイを通じてイナキダイを紹介している可能性が高い。彼女はゼウスとの間のアルゴスの名祖であるアルゴスを産んだ。そのアルゴスはペイレーンを生み、彼はイーオの父となった。ゼウスとイーオの恋愛はカタログに登場しており、古代の著者たちは、この神話のバージョンを引用して「全てが愛において遠く…」という事実のアイティオンを語っている：
それから彼は人間の間で
キュプリスの秘密の行為に関しては守られない誓いを定めた。
ἐκ τοῦ δ' ὅρκον ἔθηκεν ἀποίνιμον ἀνθρώποισι
νοσφιδίων ἔργων πέρι Κύπριδος
ゼウスとイーオの「秘密の行為」は息子エパポスを生み、彼はリビュエーの父となった。彼女の二人の息子アゲノールとベルスの家族は詳細に扱われており、前者の家系は第3巻で、後者の家系は彼の誕生後に続く。ベルスには娘トローニアがおり、彼女はヘルメスによってアラビアの名祖アラボスを産んだ。ベルスの息子たちはアイギュプトスとダナオスだった。
この時点で、アイギュプトスの50人の息子とダナオスの50人の娘たちの大規模な結婚式の神話が登場するが、カタログでの物語の断片はほとんど残っていない。ダナオスと彼の娘たちはアルゴスに逃げ、「水のないアルゴスを水のあるアルゴスにする」ために井戸を掘る習慣を導入した（Ἄργος ἄνυδρον ἐὸν Δανααὶ θέσαν Ἄργος ἔνυδρον）。アイギュプトスの息子たちはダナイデスたちをギリシャまで追い、結婚させるために強制したが、神話の主要なバージョンと同様に、ヒュペルメストラだけがリュンケウスとの結婚を成就させ、アバースを産んだ。アバースの息子たちはアクリシオスとプロイトスである。プロイトスの娘たちはヘーラーかディオニュソス、または両方に何らかの方法で侮辱した結果樹が狂ってしまったため、占い師メラムプースに助けられた。このお礼として、アバースはメランプースと彼の兄弟ビアースにアルゴスを支配するための分け前を与えた。一方、アクリシオスの娘ダナエーのもとには黄金の雨に姿を変えたゼウスが訪れたことでペルセウスが生まれ、母子ともに流刑にされる様子が簡潔に語られ、ペルセウスがアンドロメダとの間にアルカイオス、ステネロス、エレクトリュオーンをもうける場面も急速に続く。

### 第三巻
第2巻と第3巻の間の区分は、「女性たちの目録」の再構築において特別な問題を提起している。テオクリトスの『牧歌』3.40に対するスコリオンは、アタランテの物語を「第3巻のヘシオドス」に帰するが、これはほぼ確実に現在の詩を指している。あるパピルスは、アタランテのエオイアイの最初の行の始まりと見える部分で終わり、分岐したパラグラフォスと空白スペースがあり、これは reclamans（請求者）であることを示唆している。別のパピルス（写真付き）は明らかに彼女のセクションの最初の数行の終わりを空白スペースで伝えており、これは本の始まりである可能性がある。これら2つの断片を合わせると以下のようになる：
またはそのような彼女、[非常に]有名な主シュ[オイネウスの]
[娘、…]足の速い高貴なアタランテ
[ … ] カリテスの輝きを持って
ἠ' οἵη Σχ[οινῆος ἀγακλε]ιτοῖο ἄνακτος
̣  ̣  ̣  ̣  ̣   ̣  ̣  ̣  ̣  ̣   ̣  ̣  ̣  ̣  ̣]σι ποδώκης δῖ' Ἀταλάν[τη
̣  ̣  ̣  ̣  ̣  ̣   ̣  ̣  ̣  ̣  ̣  ̣ Χαρί]των ἀμαρύγματ' ἔχο[υσα
続く物語は、古代から残る「女性たちの目録」の中で最も広範囲でエキサイティングなエピソードの一つである。アタランテは結婚を避けたがったが、彼女の美しさにより多くの求婚者が集まった。彼女の父シュオイネウスは、彼の速足の娘を足競走で破る者に彼女の手を約束したが、さらに1つの条件があった：挑戦を受けて負けた者は死刑にされる。アフロディテは競技者の一人であるヒッポメネスに、彼女をコースから逸らすための3つの黄金のリンゴを与えた。彼は走りながらこれを投げ、アタランテに自分に同情するよう頼んだ。最後のリンゴの投げが最終的にその目的を果たしたが、カップルは幸せに暮らすことはなかった：ゼウスの意志により、アタランテは「見てはならないものを見た」ためにライオンに変えられた。これはおそらく彼女が不法に聖域に入ったことを意味している。アタランテの証拠はここで終わり、この通路がカタログにどのようにどこに適合するかは不明のままである。第3巻への帰属が単に誤りであり、アタランテのエオイアイが第1巻または第2巻のアタマースの家族の中にあった可能性がある。別の可能性は、彼女が母親の家族の文脈で紹介されたということである。カタログでの彼女のアイデンティティは不明だが、この仮説では、アタランテがダナエのエオイアイに続いてベルスの拡大家族内でイナキダイの系統図に登場することができる。

#### アゲノールの子孫たち
カタログと後の神話学的伝統では、ベルスの兄アゲノールの家族は「外国人と追放された人々のための貯蔵庫のようなもの」であった。彼の息子ポイニクスはフェニキアの名祖であり、ケファロスとカドモスも彼の息子であれば、アゲノリダイはエチオピアとテーバイにも存在していた。アルフェシボイアによってフェニックスはアドニスをもうけた。カッシオペイアは彼にフィネウスを産み、彼女はまたフェニックスの娘エウローペーの母であったかもしれないが、モスコスの「エウロパ」のように、少女の母はテーレパッサであった可能性もある。
エウローペーの物語は、後の古典文学やそれ以降でもよく知られており、カタログにもおおむね馴染みのある形で登場する。彼女は何人かの友人たちと一緒に牧草地で花を集めているときにゼウスの目に留まった。神はサフランの香りを放つ雄牛に変身し、その姿でエウローペーを誘拐して彼女を背中に乗せ、クレタに連れて行った。そこで彼女はゼウスとの間にミノス、ラダマンテュス、サルペードーンを産み、ヘパイストスが作ったネックレスを授けられた。このネックレスは後にテーバイのサーガでハルモニアのネックレスとして登場する。サルペードーンはリュキアを治め、ゼウスから人間の3代分に等しい寿命を与えられた。彼のトロイでの死を受けてゼウスがもたらした血の雨は簡潔に記述されている。ミノスはクレタを治め、継父アステリオンの後を継いだ。ポセイドンは海から雄牛を送り上げ、ミノスの妻パシパエと交わってミノタウロスことアステリオスを生み出した。パシパエはミノスにデウカリオン、カトレウス、アンドロゲオス、エウリュゲエスを産んだが、これらの最後の2つの名前は同じ息子を指している可能性がある。少なくとも1人の娘アリアドネが確かに存在していた。なぜなら、アンドロゲオス・エウリュゲエスのアテネでの死とその後のアテナイ青年のミノタウロスへの犠牲は、テセウスのクレタ遠征とアリアドネの獣を殺す共謀を前提としている。
フィネウスは妹エウロパよりもさらに旅をしたが、カタログでの彼の伝記は「ピエス デ レジスタンス」であり、地理的に多様なイナキダイの系統図を適切な華やかさで終えることを意図していた。彼はトラキアを治めていたが、ハルピュイアイによって誘拐された。ボレアースの息子たちゼーテスとカライスは、彼らを追い詰め、地球の果てまで苦しめた。詩人はこの追跡中に出会った多くの遠く離れた驚異的な人種を記録している。これには、地下人（カトダイオイ）、ピグミー、黒人（メラネス）、エチオピア人、リビア人、「馬を搾る」スキタイ人、半犬（ヘミキュネス）やマクロケファロイ、そしてグリフィンが含まれる。エフォロスはこのエピソードを「地球周遊（Γῆς Περίοδος）」と呼び、かつてはこれがヘシオドスに誤って帰属された独立した作品を指すと考えられていた。しかし、上述のエウロパの神話を含む同じ巻物からの広範なパピルスの断片の1911年の出版により、この見解は明確に否定された。

#### アルカディア
ペラスゴスとアルカスのアルカディアの子孫を記述するセクションは、イナキダイの記述に続く可能性が高い。ペラスゴスは土着の人間であり、オーケアニスのメリボイアまたはアルカディアの山のオレアド、キュレネとの間にリュカオンをもうけた。リュカオンの不敬な50人の息子たちはゼウスの怒りを買い、ニュクティムスを除く全員が滅ぼされた。その後にカバーされるアルカディアの人物の大部分は、アルカスの子孫であり、アルカスはゼウスと地元のニンフ、カリストの息子である。彼女の星座化の馴染みのあるバージョンは、疑似エラトステネスによって「ヘシオドス」に帰されているが、この引用で意図されたヘシオドスの作品は『天文学』であった可能性がある。アルカスには少なくとも2人の息子、エラトスとアピダスがいた。エラトスはアエピュトスを生み、彼はテルセノールとペイリトオスの父である。アピダスはプロイトスの妻ステネボイアとアレウスの父である。アレウスの娘アウゲは何らかの理由でミュシアのテウトラスの世話に任され、そこでヘラクレスと寝てテーレポスを産んだ。テーレポスは、ギリシャのトロイ遠征隊が誤って上陸し、同じ「アカイア人」と戦ったとき、ミュシアの王位にいた。

#### アトランティダイ
『ビブリオテカ』では、アルカディアの系譜に続いてアトランティダイが記載されており、この進行は他のパピルスの断片がテレポスの神話を伝える巻物からアトラスの娘たちの家族をカバーしていることから、カタログの構造を反映していることが知られている。タイゲテ、エレクトラ、アルキュオネ、ステロペ、ケライノ、マイア、メロペなどである。マイアはキュレネ山でゼウスによってヘルメスを産んだ。タイゲテもゼウスと寝てラケダイモーンの母となり、彼を通じて多くのスパルタ系がたどられる。これにはヘレンの父テュンダレオスやオデュッセウスの妻ペネロペが含まれる。エレクトラは再びゼウスによってダルダノスを産み、彼はトロイの系統の始祖であり、デメテルと寝て殺されたエエティオンも産んだ。ダルダノスの息子はエリクトニオスとイーロスである。アルキュオネの息子ヒュリエウスとヒュペレスはポセイドンとの間に生まれた。彼女のセクションには、ヒュリエウスの娘アンティオペのエオイアイが含まれ、彼女はゼウスによってアムピオンとゼトスを産んだ。ヒュペレスの娘アレトゥーサはポセイドンと寝て、エウボイアの泉に変えられたが、アバンテスの名祖アバースを産む前である。彼の系統はトロイ戦争のアバンテスの指導者エレペノールまでたどられる。ステロペはアレスと寝てオイノマオスを産んだが、彼女とアレスの結合は第4巻のペロプスとオイノマオスの娘ヒッポダメイアの家族を扱うセクションの一部として遅らせられた可能性がある。

### 第四巻
パピルスが蓄積される前に、最も長く現存する「女性たちの目録」の一節は、『ヘラクレスの盾』から知られていた。この作品の最初の56行は、古代の『ヘラクレスの盾』への仮説によれば、第4巻から借用されたものである。この一節、アルクメネのエオイアイは、彼女が夫アムピトリュオンと共にテーバイへ行ったことを記述している。アムピトリュオンは、彼女の兄弟たちをタファイ人とテレボア人の手にかけた復讐を成し遂げるまで、結婚を成就することができなかった。アムピトリュオンがこの偉業を成し遂げて帰ってきたとき、ゼウスはアルクメネと寝た。そしてその夜、アムピトリュオンもまた彼女と寝た。神にはアルクメネはヘラクレスを産み、英雄にはイフィクレスを産んだ。
アルクメネはペロプス家系に属している。彼女の母リュシディケはペロプスとヒッポダメイアの娘である。彼女のエオイアイに先行する部分もペロプス家系に関するものである。ペロプスの3人の娘たちは、ペルセウスの息子たちと結婚した。リュシディケはエレクトリュオーンと、ニキッペはステネロスと、アステュダメイアはアルカイオスと結婚した。ニキッペとステネロスの娘アステュメドゥサはオイディプスと結婚し、彼の葬儀の祭りで彼の息子ポリュネイケスは、将来の妻でアドラストスの娘アルゲイアに目を留めた。ペロプスの息子アトレウスはプレイステネスの父であり、一般に知られている家系図とは異なり、プレイステネスがアガメムノンとメネラオスの父である。彼らの母はカトレウスの娘アエロペであり、彼らの誕生はアルクメネのエオイアイに直接先行する詩句で報告されている。
ペロプス家系の他に、アトランティダイの家系に属する内容と、第4巻のさらなる内容についてはほとんど確実に知られていない。アテネのさまざまな土着の王たちとケクロプスの娘たちを含むアテネのセクションがここに見つかった可能性がある。また、「他の情報源がアソポスの娘たちからの子孫として表現しているいくつかの人物や家族」が存在することから、アソポス川に由来する家族もこの地域に提案されている。このセクションに属する最も注目すべき家族は、ゼウスと寝てアイアコスを産んだ島の名を持つニンフ、アイギナの娘アソポスの家族である。アイアコスが孤独にならないように、ゼウスはアイギナの全ての蟻を人間に変え、ミュルミドン族を創造した。これは彼らの名前とギリシャ語で「蟻」を意味する「μύρμηξ、ミュルメクス」にかけた言葉遊びである。これはトロイ伝説で最も注目すべき英雄であるアキレウス、彼の父ペレウス、そして彼の叔父テラモーンとメノイティオスに属する家族である。

### 第五巻
最終巻は、最初の4巻の系譜的構造を離れた点で異なっていた。第5巻は、『イリアス』第2巻の船団目録に似たスタイルで、ヘレネーの求婚者の約200行に及ぶ目録から始まる。全体の目録が25人から30人の求婚者を含んでいた可能性が高いが、名前で証明されるのは12人だけだった。アルゴスからはアムピロコスとアルクマイオーン、アムピアラオスの息子たちがヘレネーを勝ち取ろうと試みたが、エリフュレの殺害の罰で競技に参加できなかったのかもしれない。賢いオデュッセウスは贈り物をせず、メネラオスが最終的に勝利することを知って、カストールとポリュデウケスに使者を送った。トアースは頭が悪く、多くの羊と牛を贈ってヘレネーを得ようとしていた。フィラケからは、ポダルケスとプロテシラオスが多くの贈り物をした。彼らは目録では従兄弟であり、船団目録のように兄弟ではなかった。アテナイのメネステウスは、彼がすべての英雄の中で最も裕福であると自信を持って、多くの金の大釜と三脚を贈った。アイアスはサラミスからヘレネーを求婚し、周囲の土地を略奪してその所有権を贈り物の一部として約束した。イドメネウスはクレタから自ら長い旅をし、ヘレネーの美しさをまた聞きで知っていた。
決断を下す前に、テュンダレオスはすべての求婚者を彼の運命的な誓いに縛った。誰かがいつか彼の娘を力ずくで連れ去った場合、彼女を求婚した全員が誘拐犯に復讐を行わなければならない。これにはすべての求婚者がすぐに同意し、それぞれがヘレンの手を得ると信じていた。ここで求婚者の目録は終了し、メネラオスの成功が報告されるが、詩人はトロイ伝説で最も偉大な英雄であり、英雄時代を終わらせるためのゼウスの計画の中心的役割を果たすアキレウスを紹介する。アガメムノンの助けを借りて、メネラオスは最も多くの花嫁代を提供したが、アキレウスが既に成人していたなら、彼は確実にヘレンの手を勝ち取っていただろう。「戦うメネラオスも、地上のどの人間も彼には勝てなかった」。しかし、アキレウスは不在であり、メネラオスがヘレネーを勝ち取り、ヘルミオネーをもうけた。

#### 英雄時代の終焉
ヘレネーとメネラオスの結婚はトロイア戦争を引き起こし、最終的に英雄時代を終わらせる出来事となるが、カタログでこの移行の周辺の状況は不明瞭である。ヘルミオネの誕生に続いて、神々の間に争いが生じ、ゼウスは人類の間で問題を引き起こす計画を立てる。この計画の正確な意味はテキストの不足のために曖昧であり、いくつかの解釈が提案されている。最も一般的に受け入れられているのは、ゼウスが戦争を引き起こして多くの人間を破壊し、最終的に英雄たちを黄金時代を思わせる状態で生きることにするというものだ。もう一つの可能性は、ゼウスが英雄の一族を破壊し、神々が互いに寝る前の世界の秩序に戻すことを意図しているというものだ。いずれにせよ、大きな変化が来ており、カタログの最後の断片が終わると、大きな嵐が起こり、人類の力が衰えるなど、いくつかの謎めいた場面が描かれる。
高い木々からは多くの
美しい葉が地面に落ちた。地面には果実が落ち
ゼウスの命令によって激しく吹くボレアスによって
海は膨らみ、これによって全てが震え、
人間の力は衰え、果実は減少する。
春の季節に、無毛のものが山で
地球の片隅で3年目に3人の子供を産む。
πο⌋λλὰ δ' ἀπὸ γλωθρῶν δενδρέων ἀμύοντα χαμᾶζε
χεύετο καλὰ πέτηλα, ῥέεσκε δὲ καρπὸς ἔραζε
π]νείοντοϲ Βορέαο περιζαμενὲϲ Διὸς αἴσηι,
ο]ἴδεσκεν δὲ θάλασσα, τρόμεσκε δὲ πάντ' ἀπὸ τοῖο,
τρύχεσκεν δὲ μένος βρότεον, μινύθεσκε δὲ καρπός,
ὥρηι ἐν εἰαρινῆι, ὅτε τ' ἄτριχος οὔρεσι τίκτει
γ]αί[η]ς ἐν κευθμῶνι τρίτωι ἔτεϊ τρία τέκνα.
ウェストによれば「カタログから知られる最も優れた詩の一節」と評されるこれらの行は、『イリアス』2巻のカルカスの予言と並行している可能性がある。これは、蛇が9匹の雀を食べるイメージを通じて、トロイ戦争の最初の9年が実りないことを予言するものだ。ここでの「無毛のもの」は蛇のたとえであり、3組の三つ子の最初が生まれるようである。パピルスの残りが少なくなるにつれて、蛇は皮を脱ぎ、英雄時代が終わり、世界が人間に委ねられるときに来る再生を表している。

### 喪失・破壊された特筆すべき断片
「女性たちの目録」に確実に帰属する多くの断片があるが、その内容が曖昧であるか、さまざまな個人や系譜に割り当てられる可能性があるため、これらを詩の中で特定することができない。これらの系譜は、5巻の中で位置づけることが難しい。

#### キュレネ
キュレネが詩の中でどのように扱われているかは、内容のレベルを超えた意味を持っている。なぜなら、彼女の物語がリビアのキュレネ市と関連付けられる場合、カタログの作曲の終端として紀元前631年、つまりその都市の創設年になるからだ。ピンダロスの『ピュティア祝勝歌』9番では、アポロンが故郷テッサリアで狩りをしているキュレネを見て、すぐに彼女に夢中になったと語っている。神は賢いケンタウロス、ケイローンの洞窟に行き、彼女が誰で、彼女と交わることが賢明かどうかを尋ねる。ケイローンはキュレネとアポロンが交わり、彼が彼女を海を越えてリビアに連れて行き、そこで一部の土地の女王となり、彼にアリスタイオスを産む運命であることを予言する。オードのスコリオンは、「ピンダロスはヘシオドスのエオイアイからこの物語を取った」と述べており、そのセクションの冒頭の行を関連付けている（Cat. fr. 215）：
またはそのような彼女はフティアで、カリテスからの美しさを持ち、
ペネウス川の水辺に住む美しいキュレネ
ἠ' οἵη Φθίηι Χαρίτων ἄπο κάλλος ἔχουσα
Πηνειοῦ παρ' ὕδωρ καλὴ ναίεσκε Κυρήνη
リチャード・ジャンコは、カタログが紀元前690年頃に作成されたと考えており、ピンダロスがヘシオドスのテキストにどれだけ依存していたかは不明であり、アポロンがキュレネをリビアに連れて行ったとしても、これが都市の起源を前提とするものではないと主張している。他の研究者たちは、キュレネ・エオイアイが含まれていたヘシオドスの詩が、カタログか『メガライ・エオイアイ』のどちらであったかについても、引用が曖昧であると指摘している。後者はピンダロスに似た物語を含んでいた可能性があり、前者はキュレネの神話を異なるバージョンで扱っていたか、もしくはカタログでキュレネを全く扱っていなかったかもしれない。しかし、キュレネを完全に取り除くことは、関連する証拠によって容易に受け入れられるものではない。これは、カタログに帰属しているアリスタイオスに関連する2つの断片の移動も伴うことになるだろう。そして彼の息子アクタイオーンは確かに詩の中に登場している。